# 源水橋

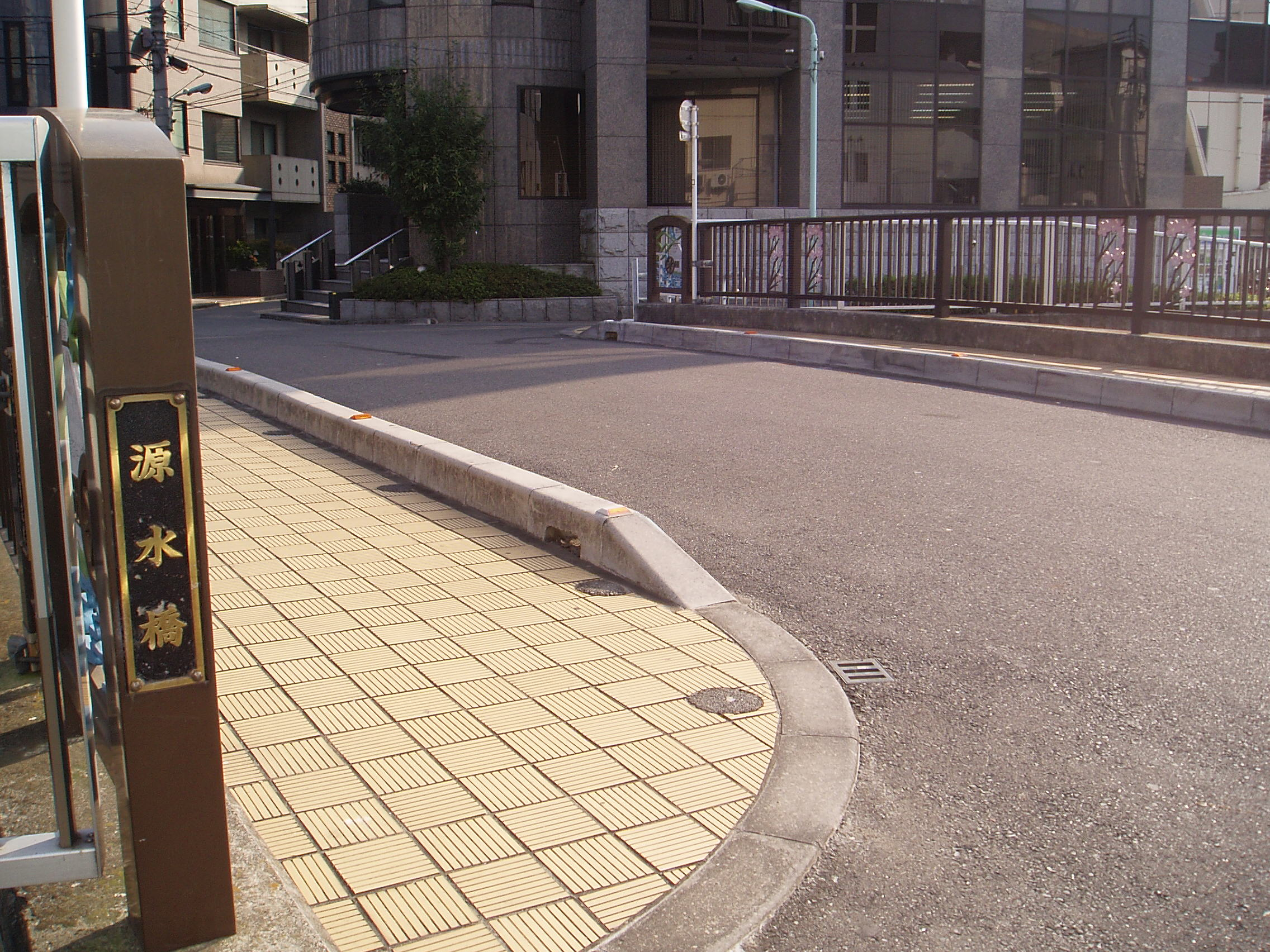
源水橋高田馬場方面

源水橋（げんすいはし）は、東京都豊島区高田3丁目の神田川に架かる橋である。

## 概要
1999年3月に造られたが、この橋は神田川の護岸工事等の際に作り替えられたので元の橋とは違う。元の橋はいつできたか不明。
名前の由来はかつてこの橋の付近にあった源兵衛村と水車のはじめの源と水を取ったという説もある。
前述した水車の事について、この橋の欄干には水車の絵が描かれており、明治時代にこの水車はこの付近に存在していた。昔、このあたりの神田川は現在より南側に流れており、現在の神高橋付近から用水路が神田川と平行して流れ、その用水路が神田川へ合流していたのがこの源水橋付近であり、そこに水車があり、それを動力源にしていた工場が存在していた。

## 付近
- 豊島区立千登世橋中学校
- 豊島区立高南小学校
- 日本外国語専門学校
- 東京テクノロジーコミュニケーション専門学校
- 大正製薬本社
- 大同病院
- 新目白通り
- 明治通り
- 戸塚警察署

## 交通
- JR東日本 山手線・西武新宿線・東京メトロ 東西線 高田馬場駅 徒歩5-6分
- 都電荒川線 学習院下停留場・面影橋停留場　徒歩2-4分
- 都営バス 池86　学習院下　池86・上69・飯64・学02･早77　高田馬場2丁目　徒歩2-3分
- 都営バス 上69・飯64・学02　戸塚特別出張所　徒歩4-5分

## 隣の橋
（上流）戸田平橋－源水橋－高田橋（下流）
座標: 北緯35度42分50.5秒 東経139度42分35.2秒 / 北緯35.714028度 東経139.709778度